# Simon Depardon
Simon Depardon est un réalisateur, photographe et producteur français.

## Biographie
Simon Depardon est le fils des cinéastes Raymond Depardon et Claudine Nougaret.
Il coréalise avec Marie Perennèsle documentaire Riposte féministe, présenté en sélection officielle en séance spéciale au Festival de Cannes 2022,.
En 2024, Simon Depardon a contribué au projet artistique "Instants des Jeux", une initiative menée en partenariat avec la mairie de Paris dans le cadre des Jeux olympiques et paralympiques. Ce projet a transformé les rues de Paris en une galerie à ciel ouvert, présentant des photographies iconiques de Raymond Depardon ainsi que des portraits inédits réalisés par Simon Depardon. Ces portraits mettent en avant de jeunes athlètes français, symbolisant l’énergie et la diversité des Jeux de Paris 2024.

## Filmographie
- 2019 : Dégager l'écoute, court métrage de Claudine Nougaret (son)
- 2020 : Retiens Johnny[5],[6](coréalisateurs : Arthur Verret et Baptiste Drouillac)[7]
- 2020 : Kamel et Raymond, court métrage pour l'Institut du monde Arabe
- 2022 : Riposte féministe (coréalisatrice : Marie Perennès)

## Publication
- Riposte féministe (avec Marie Perennès), Editions du Seuil, 2022
- La Reserva Moral, The Eye of Photography, 2024